# Sam Hall
Sam Hall (n. 10 martie 1937, Dayton, Ohio, SUA – d. 11 august 2014) a fost un politician ce a reprezentat Statele Unite ale Americii, medaliat olimpic. A participat la o ediție a Jocurilor Olimpice (1960) în care a câștigat o medalie de argint.

## Participări
Lista de mai jos prezintă principalele competiții la care a participat Sam Hall de-a lungul carierei.
- diving at the 1960 Summer Olympics – men's 3 metre springboard[*]